# Костельник Йосиф Іванович
Костельник Йосиф Іванович [Янкович] (30 листопада 1903, Петрівці — 21 червня 1936) — український письменник, фольклорист, культурно-освітній діяч.

## З біографії
Народився 30 листопада 1903 р. у с. Петрівці (Республіка Хорватія). Гімназію закінчив у Вінковцях (1914—1922), потім юридичний факультет у Загребі (1922—1926). Літературну діяльність розпочав співпрацею з хорватською католицькою газетою «Луч». Допомагав Володимирові Гнатюку в збиранні фольклору
та виданні «Південнослов'янських руських народних пісень» (1927). Працював у Вуковарі, Шабцю, Сараєві, Рогатиці. Помер 21 червня 1936 р. у с. Петрівці.

## Творчість
Автор збірки оповідань, віршів, статей «Позберани твори» (Новий Сад, 1981).